# Klątwa surowcowa
Klątwa surowcowa (ang. resource curse), zwana też „paradoksem bogactwa” (ang. paradox of plenty) – zjawisko występujące w gospodarkach krajów posiadających znaczne złoża surowców naturalnych. Objawia się ono niespodziewanie niskim poziomem rozwoju gospodarczego kraju – innymi słowy, są one stosunkowo biedne mimo bogactwa zasobów. W literaturze ekonomicznej trwa dyskusja na temat klątwy surowcowej – zarówno jej istnienie, jak i przyczyny są obiektem sporów.

## Przykłady kryzysu
W historii wystąpiło wiele przykładów kryzysu gospodarczego w krajach dysponującymi dużymi zasobami naturalnymi:
- w XVII-wiecznej Hiszpanii nastąpił zanik gospodarki krajowej wskutek łatwego importu wszystkich towarów z innych krajów dzięki „nadmiarowi” złota imperium kolonialnego[2],
- bogate w ropę naftową Meksyk, Nigeria, Wenezuela[2] lub posiadająca wiele zasobów naturalnych Rosja.

## Badania
W serii artykułów naukowych Jeffrey Sachs i Enrew Warner wskazali, że w rozpatrywanych krajach poziom rozwoju gospodarczego ma charakterystykę odwrotnie proporcjonalną do bogactwa złóż surowców naturalnych. Autorzy wykluczyli z dużym prawdopodobieństwem inne czynniki, które mogłyby być odpowiedzialne za niski poziom rozwoju gospodarczego w tych krajach.
Według Tiago Cavalcanti, Kamiar Mohaddes oraz Mehdi Raissi przyczyną niskiego poziomu rozwoju gospodarczego krajów nie jest bogactwo złóż surowców naturalnych samo w sobie, a zmiany na rynku surowcowym i powiązana z nimi wolniejsza akumulacja fizycznego kapitału.
Christa N. Brunnschweiler oraz Erwin H. Bulte sugerują, że zyski z zasobów naturalnych wpływają na możliwość oderwania się struktur władzy od ludzi, oraz powstania rządów autokratycznych, które w nieodpowiedni sposób alokują zasoby oraz kapitał. Wskazali również, że bogactwo kraju w zasoby naturalne może wpływać na konflikty wewnętrzne, oraz jest głównym źródłem przychodów krajów pogrążonych w konfliktach.

## Wytłumaczenia
Ekonomiści zajmujący się ekonomią surowców naturalnych zaproponowali wiele potencjalnych wytłumaczeń klątwy surowcowej. Najpopularniejszą linią argumentacji są wszelkiego rodzaju efekty wypychania, gdzie wielkością wypychaną są np.: eksporty dóbr konsumpcyjnych, edukacja, uczciwość przedstawicieli władz państwowych (klątwa wywołująca korupcję).